# TuS Eving-Lindenhorst
Der TuS Eving-Lindenhorst ist ein Sportverein aus Dortmund-Eving. Er wurde am 1. September 1945 als SuS Eving-Lindenhorst gegründet. Durch die Gründung einer Turnabteilung wurde er 1951 umbenannt. Darüber hinaus bietet der Verein noch Handball, Boxen und Tischtennis an.

## Geschichte
1945 fusionierten SC Phönix Lindenhorst und Westfalia Eving zum SuS Eving-Lindenhorst. Der eng mit den Zechen Minister Stein und Hardenberg verbundene TuS Eving-Lindenhorst stieg in der Saison 1951/52 mit Trainer Dettmar Cramer in die Landesliga Westfalen auf. Den nächsten Aufstieg schafften die Grün-Weißen vom Eckeystadion 1961/62. Ab der Saison 1962/63 trugen sie in der Verbandsliga Westfalen, Gruppe 2 gegen die Konkurrenten Lüner SV, BV Brambauer, SC Dahlhausen, SSV Hagen, Hombrucher FV 09, TuS Iserlohn, Hasper SV, TB Eickel, VfL Schwerte, Arminia Ickern und SG Wattenscheid 09 ihre Spiele aus. Dieter Zorc absolvierte seine ersten zwei Länderspiele in der Deutschen Amateurnationalmannschaft im Juni 1966 als TuS-Spieler. Nach der 1968/69 spielte man wieder in der Landesliga, woraus aber bereits in der Saison 1971/72 die Rückkehr in die Verbandsliga glückte. Bis heute dauert mit zwischenzeitlicher Bezirksliga-Präsenz das Wechselspiel zwischen Landes- und Verbandsliga an. Der TuS Eving wurde in der Saison 2009/10 Hallenstadtmeister und stieg in die Westfalenliga auf. Drei Jahre später folgte der Abstieg in die Landesliga. Während der Saison 2013/14 zog sich der Verein aus sportlichen Gründen aus der Landesliga zurück. Ein Jahr später wurde die Mannschaft als Drittletzter in die Kreisliga A durchgereicht. Mit dem dritten Abstieg in Folge erreichten die Evinger 2016 die Kreisliga B.

## Persönlichkeiten
- Ulrich Braun
- Francis Bugri
- Dettmar Cramer
- Lothar Geisler
- Eduard Havlicek
- Stefan Klos
- Daniela Löwenberg
- Jörg Mielers
- Jan-Pascal Reckert
- Lars Ricken
- Günter Riepert
- Friedhelm Schulte
- David Solga
- Dieter Zorc
- Michael Zorc